# Józef Czerski
Józef Czerski (ur. 1888, zm. 1976) – polski duchowny zielonoświątkowy, biskup, zwierzchnik Związku Chrześcijan Wiary Ewangelicznej w Polsce w latach 1947–1953.

## Życiorys
Urodził się 5 września 1888 roku we wsi Łoje, wychował w chłopskiej rodzinie. W 1912 roku ożenił się z Józefą Kucharską. W roku 1914, na krótko przed wybuchem I wojny światowej, wyjechał do USA. Będąc na emigracji zarobkowej w USA zetknął się w 1918 z ruchem zielonoświątkowym. W 1921 roku wrócił do Polski i rozpoczął działalność ewangelizacyjną i duszpasterską zgodną z założeniami pentekostalizmu. 
Zamieszkał w Kozienicach w ówczesnym woj. kieleckim. W 1924 roku przeniósł się do Krzemieńca na Wołyniu. Na zjeździe w Starej Czołnicy w 1929 roku został wybrany wiceprzewodniczącym zarządu Związku Chrześcijan Wiary Ewangelicznej w Polsce. W roku 1934 został aresztowany na okres 3 miesięcy. Po II wojnie światowej w ramach repatriacji wrócił do Polski. W latach 1946–1948 był przełożonym zboru chrześcijan wiary ewangelicznej w Brzegu. Na zjeździe w Łodzi w 1946 roku wybrano go prezesem Rady Kościoła Chrześcijan Wiary Ewangelicznej.
Był rozpracowywany przez bezpiekę, w marcu 1950 roku Julia Brystiger uznała go za wroga Polski Ludowej, który zwalcza „demokratyczny kierunek” w Kościele.
We wrześniu 1950 roku został aresztowany przez Urząd Bezpieczeństwa i więziony przez 6 miesięcy. W tym okresie zmienił swój stosunek do ZKE. Przed aresztowaniem był przeciwnikiem wejścia do ZKE, natomiast po wyjściu na wolność nakłaniał zbory KChWE do przystąpienia do ZKE, co też nastąpiło. 
W 1953 roku został duchownym i wiceprezesem Zjednoczonego Kościoła Ewangelicznego (reprezentował ugrupowanie Chrześcijan Wiary Ewangelicznej). Funkcję tę pełnił do roku 1958. Jako członek Zarządu prawie nigdy nie zabierał głosu na posiedzeniach Rady Kościoła.
W 1958 roku wystąpił z ZKE i odtąd prowadził działalność religijną odrębnie, a w jego domu odbywały się regularne nabożeństwa. Nigdy już nie powrócił w szeregi ZKE, w którym to kościele był odtąd na cenzurowanym. Pomimo tego w 1976 roku w miesięczniku „Chrześcijanin” oficjalnie przyznano, że jest pionierem pentekostalizmu na ziemiach polskich. W 1960 roku przystąpił do Kościoła Chrystusowego, prowadzonego przez Walentego Dawidowa (jego zięcia). 
Po śmierci żony w 1970 zamieszkał u córki, Antoniny, w Opolu, która była żoną Mikołaja Sosulskiego. Druga jego córka wyszła za Walentego Dawidowa. Zmarł 8 września 1976 roku w wieku 88 lat.

## Oceny
W 1996 roku na łamach „Chrześcijanina” napisano, że wielokrotnie był osadzany w aresztach, bądź płacił wysokie grzywny. „Nigdy nie starał się odpłacić złem za zło, ale modlił się o te osoby, aby Pan im przebaczył i dał upamiętanie”. Ryszard Michalak uznał go za bohatera i autentycznego lidera ewangelikalnego. Diametralnie odmienną ocenę dał Henryk Ryszard Tomaszewski w 2009 roku, który zarzucił mu kłamstwo oraz brak odwagi. W sierpniu 1951 roku, gdy jeszcze uwięzieni byli Franciszek Januszewicz i Teodor Maksymowicz, Czerski podziękował władzom za „wolność religijną i tolerancję”. Według Andrzeja Jeziernickiego „otwarcie sprzeciwiał się władzom komunistycznym”.